# 24. august
24. august er dag 236 i året i den gregorianske kalender (dag 237 i skudår). Der er 129 dage tilbage af året.
Bartholomæus dag. Var den af Jesus disciple, som efter traditionen bragte kristendommen til Indien, hvor han senere blev levende flået.
Et gammelt nordisk navn for dagen er "Bertel Brydestrå" – måske fordi de sene auguststorme ville knække strået, hvis ikke høsten var i hus inden Bertelsdag. I gamle nordiske almuesamfund måtte man ikke tænde kunstigt lys til arbejde inden døre, før ved Bertelsmesse.

### Begivenheder
Født - Dødsfald
- 79 - Et af historiens voldsomste udbrud fra vulkanen Vesuv begynder, og betyder at byerne Pompeji, Herculaneum og Stabiae bliver begravet i aske.
- 1572 - Under massakren på Bartholomæusnatten bliver ca. 20.000 franske Calvinister på ordre af kong Karl den 9. henrettet.
- 1612 - Johanne Thomes dømmes i Køge til døden på bålet for trolddom. Dette blev starten på hekseprocessen 'Køge Huskors'.
- 1943 - Forum på Frederiksberg sprænges i luften i en sabotageaktion gennemført af modstandsgruppen Holger Danske.
- 1943   - De voldsomme uroligheder i Odense, der er startet 17. august, slutter, da arbejdet i byen bliver genoptaget. Den tyske kommandant i Odense har måttet give betydelige indrømmelser, men for sent, da urolighederne har spredt sig til en række andre byer.
- 1949 - NATO-pagten træder i kraft.
- 1954 - USA’s præsident Dwight D. Eisenhower forbyder kommunistpartiet i USA.
- 1963 - Den vesttyske Bundesliga har premiere med 16 deltagende klubber.
- 1969 - Leif Mortensen vinder VM i landevejscykling i Tjekkoslovakiet.
- 1978 - Susanne Nielsson vinder bronze i 200 meter brystsvømning ved VM i svømning i Berlin.
- 1981 - Mark David Chapman idømmes livsvarig fængselstraf med mulighed for løsladelse efter tyve år for mordet på John Lennon.
- 1988 - Hanne Bech Hansen bliver udnævnt til chef for Politiets Efterretningstjeneste (PET) - og dermed verdens (formodentlig) første kvindelige spionchef.
- 1989 - I Polen vælges fagforeningen Solidarność kandidat, Tadeusz Mazowiecki, til premierminister af Sejmen (parlamentet) og bliver dermed den første ikke-kommunistiske regeringsleder i et østeuropæisk land.
- 1989   - Voyager 2 passerer Neptun.
- 1991 - Præsident Mikhail Gorbatjov går af som generalsekretær og leder for Sovjetunionens kommunistiske parti og anbefaler at partiet opløses.
- 1991   - Ukraine erklærer sig uafhængig af Sovjetunionen.
- 1992 - Efter 40 års afbrydelse beslutter Kina og Sydkorea at genoptage de diplomatiske forbindelser.
- 1992   - En af de værste orkaner i USA i det 20. århundrede, “Andrew”, dræber omkring 40 og gør 300.000 hjemløse i Florida. Skaderne fra "Andrew" løber op i 30 milliarder dollar.
- 1995 - Microsoft udgiver Windows 95.
- 1995   - Ved EM i svømning i Wien, Østrig, vinder Mette Jacobsen guld i 100 meter rygcrawl - en helt ny disciplin for hende.
- 1997 - Den kenyanskfødte danske løber Wilson Kipketer sætter ny verdensrekord i 800-meter-løb, da han løber i 1.41,13 minutter og slår dermed sin egen kun 11 dage gamle rekord. Rekorden er stadig gældende 10 år senere.
- 2004 - To tjetjenske selvmordsterrorister bringer deres bomber til sprængning i to russiske indenrigsfly. Alle 89 ombordværende blev dræbt.
- 2006 - Den Internationale Astronomiske Union omdefinerer "planet"-begrebet, hvilket medfører, at Pluto ikke længere er en planet.
- 2011 - Det bekræftes fra Det Kongelige Danske Hof, at Prinsesse Marie er gravid. Fødselen forventes at foregå i januar.
- 2016 - Et kraftigt jordskælv i Italien 140 km sydvest for Rom er skyld i knap 300 dødsfald og endnu flere sårede.

### Født
- 1635 - Peder Schumacher Griffenfeld, dansk statsmand (død 1699).
- 1726 - Peter Cramer, dansk maler (død 1782).
- 1772 - Vilhelm 1., nederlandsk konge (død 1843).
- 1899 - Jorge Luis Borges, argentinsk forfatter (død 1986).
- 1904 - Georg Nørregård, dansk historiker og forfatter (død 1988)
- 1907 - Bruno Giacometti, schweizisk arkitekt (død 2012).
- 1919 - Niels Viggo Bentzon, dansk komponist, pianist og organist (død 2016).
- 1922 - Howard Zinn, amerikansk historiker (død 2010).
- 1923 - Arthur Jensen, amerikansk psykolog (død 2012).
- 1924 - Jimmy Gardner, britisk skuespiller (død 2010).
- 1929 - Yasser Arafat, palæstinensisk leder (død 2004).
- 1936 - A.S. Byatt, engelsk forfatter.
- 1937 - Bo Christensen, dansk filmproducent (død 2008).
- 1947 - Anne Archer, amerikansk skuespillerinde.
- 1948 - Sauli Niinistö, finsk præsident.
- 1948 - Jean-Michel Jarre, fransk komponist og multiinstrumentalist.
- 1949 - Pia Degermark, svensk skuespillerinde.
- 1949 - Niels Brunse, dansk forfatter og oversætter.
- 1951 - Rolf Slot-Henriksen, dansk præst og aktivist (død 2012)
- 1957 - Stephen Fry, engelsk komiker og skuespiller.
- 1960 - Kim Christofte, dansk fodboldspiller.
- 1977 - John Green, amerikansk forfatter og videoblogger.
- 1981 - Chad Michael Murray, amerikansk model og skuespiller.
- 1982 - Kim Källström, svensk fodboldspiller.
- 1987 - Dennis Holmberg, dansk professionel fodboldspiller
- 1988 - Rupert Grint, engelsk skuespiller.

### Dødsfald
- 79 - Plinius den Ældre, romersk historiker (født ca. 23).
- 1313 - Henrik 7., tysk konge og tysk-romersk kejser (født ca. 1275).
- 1795 - François-André Danican Philidor, fransk skakspiller og komponist (født 1726).
- 1802 - Niels Ditlev Riegels, dansk historiker, samfundskritiker og spion (født 1755).
- 1905 - Fritz Koch, dansk arkitekt (født 1857).
- 1938 - Verner Dahlerup, dansk filolog og ordbogsgrundlægger (født 1859).
- 1954 - Getúlio Vargas, brasiliansk præsident (født 1882) - selvmord.
- 1978 - Louis Prima, italiensk-amerikansk musiker og entertainer (født 1910).
- 1997 - Lise Roos, dansk filminstruktør (født 1941).

- 2000 - Andy Hug, schweizisk kampsports udøver (født 1964).
- 2014 - Richard Attenborough, engelsk skuespiller og filminstruktør (født 1923).
- 2016 - Walter Scheel, tysk forbundspræsident (født 1919).

|  | Denne datoartikel kan blive bedre, hvis der indsættes et (bedre) billede Du kan hjælpe ved at afsøge Wikimedia Commons for et passende billede eller uploade et godt billede til Wikimedia Commons iht. de tilladte licenser og indsætte det i artiklen. |